# Carsten Erich Carstens
Pour les articles homonymes, voir Carstens.
Carsten Erich Carstens (né le 29 décembre 1810 à Tondern et mort le 25 novembre 1899 dans la même ville) est un théologien et historien luthérien prussien.

## Biographie
Carsten Erich Carstens entre à l'Université de Kiel en 1832 pour étudier la théologie. En 1837, il réussit son examen théologique et retourne dans sa ville natale comme diacre en 1840. Il en devient ensuite le curé principal et le prévôt en 1864, poste qu'il occupe jusqu'au 1er juillet 1884, date à laquelle il prend sa retraite.
Après sa retraite, il s'engage dans des études littéraires, contribuant 159 articles à l'Allgemeine Deutsche Biographie. Il a travaillé pendant 20 ans à son ouvrage sur la ville de Tondern et veut finalement publier une biographie du Schleswig-Holstein, mais il ne peut pas l'achever. Il lègue les trois volumes manuscrits de sa biographie à la bibliothèque universitaire de Kiel.

## Travaux
- Die Stadt Tondern. Eine historisch-statistische Monographie (Tondern 1860)
- Geschichte der theologischen Facultät der Christian-Albrechts-Universität (Kiel 1875)